# Dole pri Litiji
Dole pri Litiji este o localitate din comuna Litija, Slovenia, cu o populație de 113 locuitori.